# (32063) Pusapaty
2000 JF51 (asteroide 32063) é um asteroide da cintura principal. Possui uma excentricidade de 0.07161570 e uma inclinação de 5.65452º.
Este asteroide foi descoberto no dia 9 de maio de 2000 por LINEAR em Socorro.